# PGZ95
PGZ95 (kitajsko: 95式自行高射炮, zahodna oznaka: Type 95 SPAAA) je kitajski gosenični samovozni protiletalski top. Oborožen je s štirimi 25mm avtomatskimi topovi in opcijsko s štirimi IR vodenimi protiletalskimi  raketami QW-2.Topovi imajo kadenco streljanja 600–800 nabojev/minuto (vsak) in efektiven doseg do razdalje 2,5 km in višine do 2000 metrov.

## Podobni sistemi
- 9K22 Tunguska
- Šilka ZSU-23-4
- Flakpanzer Gepard
- Pancir-S1
- K30 Biho
- PZA Loara